# Minuartia wettsteinii
Minuartia wettsteinii är en nejlikväxtart som beskrevs av Johannes Mattfeld. Minuartia wettsteinii ingår i släktet nörlar, och familjen nejlikväxter. Inga underarter finns listade i Catalogue of Life.